# Leidschenveen-Ypenburg

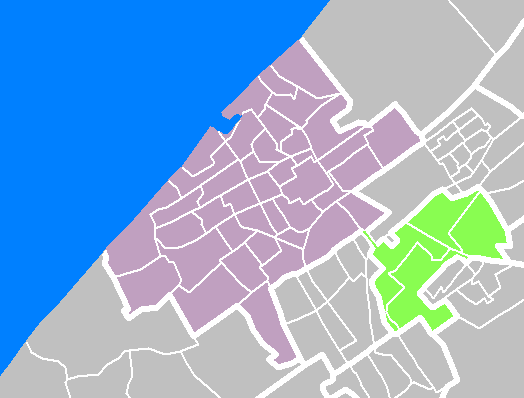
Ypenburg.

Leidschenveen-Ypenburg es un stadsdeel (suburbio) al sureste de La Haya. Está conectado geográficamente con el centro de La Haya por un estrecho corredor. 
Lo forman barrios: Hoornwijk y Ypenburg en el suroeste de la autopista A12, paralelos al ferrocarril de Utrecht, y Forepark y Leidschenveen en el noreste del suburbio. 
En 2005, se puso en funcionamiento la nueva estación de tren Ypenburg Den Haag al lado de la carretera. 
En este suburbio se hallan dos de los nodos de la autopista: Knooppunt Ypenburg y Prins Clausplein. 

## Historia
Hasta la década de 1990 Ypenburg era un aeródromo militar. Aquí tuvo lugar una batalla el 10 de mayo de 1940 y después fue una de las bases de la Luftwaffe. 